# Jan Benda (Eishockeyspieler)
Jan Benda (* 28. April 1972 in Reet, Belgien) ist ein ehemaliger deutsch-tschechischer Eishockeyspieler und war unter anderem für die Washington Capitals in der National Hockey League sowie für mehrere Vereine im europäischen Ausland aktiv. Mit der deutschen Nationalmannschaft nahm er an drei Olympischen Winterspielen teil und bestritt insgesamt 175 Länderspiele für Deutschland.

## Karriere

### Anfänge und Meisterschaft mit Hedos München
Benda begann seine Eishockeykarriere bei den Junioren der Düsseldorfer EG und in der kanadischen Juniorenliga OJHL, bevor er 1989 in die Ontario Hockey League zu den Oshawa Generals wechselte. Nach zwei Spielzeiten wechselte der Rechtsschütze in die 2. Deutsche Bundesliga zum Grefrather EC. Nach einem erneuten Gastspiel in Oshawa wechselte Benda im Sommer 1992 in die 1. Deutschen Bundesliga für die Spielzeit 1992/93 zum EHC Freiburg und anschließend für die Saison 1993/94 zum EC Hedos München, mit dem er Deutscher Meister wurde.

### Erste NHL-Einsätze
Nach einem Jahr in Nordamerika, wo er in der American Hockey League bei den Binghamton Rangers und in der East Coast Hockey League bei den Richmond Renegades auflief, wechselte er zurück nach Europa, wo er in der Saison 1995/96 kurz für ESC Moskitos Essen spielte und anschließend bis zur Spielzeit 1997/98 in Tschechien in Prag unter Vertrag stand. 1997 wurde er als Free Agent von den Washington Capitals verpflichtet. Für die Hauptstädter stand Benda jedoch nur neunmal in der NHL auf dem Eis (0 Tore, 3 Assists), die meiste Zeit der Saison spielte er beim Farmteam der Capitals, den Portland Pirates, in der AHL.

### Stationen in Finnland, Russland und Tschechien
Nach seinem NHL-Engagement wechselte der Weltenbummler nach Finnland. Nach drei erfolgreichen Jahren verpflichteten ihn die Edmonton Oilers vor der NHL-Saison 2000/01, doch noch vor dem Saisonstart erhielt Benda die Freigabe des Vereins und wechselte nach Russland zu Ak Bars Kasan. 2004 wechselte er zu Chimik Moskowskaja Oblast und dann – noch in derselben Saison – zu Sewerstal Tscherepowez. In der Saison 2005/06 gelangte er nach Tschechien. Dort spielte er zusammen mit Robert Reichel beim HC Chemopetrol Litvínov. Für die Play-offs 2006 lieh ihn sein Verein an den HC Hamé Zlín aus. Im Sommer 2008 wechselte er zum Aufsteiger BK Mladá Boleslav, mit dem er den Abstieg vermied, und ein Jahr später zum HC Plzeň. Es folgten die Stationen KLH Chomutov und HC Slavia Prag.

### Rückkehr nach Deutschland und Karriereende als Spieler
2011 wechselte er zurück nach Deutschland zu den Nürnberg Ice Tigers, von da aus ging es zum EHC München. Im August 2012 gab der Zweitligist Dresdner Eislöwen die Verpflichtung von Benda bekannt. Ab 2013 schnürte er in der Oberliga für Deggendorf Fire seine Schlittschuhe und arbeitete zudem, in der Nachwuchsabteilung des Vereins. 2015 wechselte er in die viertklassige Eishockey-Bayernliga zum ECDC Memmingen: Neben seiner Tätigkeit als Spieler wirkte er als Trainer im Nachwuchsbereich. Als sich der ECDC im Januar 2016 von seinem Trainer trennte, übernahm Benda die Mannschaft vorübergehend als Spielertrainer. Im Juni 2018 beendete er im Alter von 46 Jahren seine Spielerlaufbahn.

### Nach der aktiven Zeit
Anschließend war er in Memmingen als Nachwuchskoordinator sowie als Co-Trainer der Herrenmannschaft beschäftigt, wurde jedoch Anfang Oktober 2018 nach einem misslungenen Saisonauftakt gemeinsam mit Cheftrainer Waldemar Dietrich des Amts bei der Oberliga-Mannschaft entbunden, blieb aber im Nachwuchsbereich für den Verein tätig.

### International
Für die deutsche Nationalmannschaft nahm Benda an neun Weltmeisterschaften (1994, 1996, 1997, 1999, 2001, 2002, 2003, 2004, 2005), einen World Cups of Hockey (1996) sowie drei Olympischen Spielen (1994, 1998, 2002) teil. Für den World Cup of Hockey 2004 bekam er keine Freigabe durch seinen russischen Verein Chimik Woskressensk.
Insgesamt stand er in 175 Spielen für Deutschland auf dem Eis und erzielte 84 Scorerpunkte.

## Erfolge und Auszeichnungen
- 1994 Deutscher Meister mit dem EC Hedos München
- 1995 Riley-Cup-Gewinn mit den Richmond Renegades
- 2002 Teilnahme am DEL All-Star Game
- 2003 Teilnahme am DEL All-Star Game
- 2016 Verteidiger des Jahres in der Bayernliga
- 2017 Verteidiger des Jahres in der Bayernliga

## Karrierestatistik
(Legende zur Spielerstatistik: Sp oder GP = absolvierte Spiele; T oder G = erzielte Tore; V oder A = erzielte Assists; Pkt oder Pts = erzielte Scorerpunkte; SM oder PIM = erhaltene Strafminuten; +/− = Plus/Minus-Bilanz; PP = erzielte Überzahltore; SH = erzielte Unterzahltore; GW = erzielte Siegtore; 1 Play-downs/Relegation; Kursiv: Statistik nicht vollständig)

## Sonstiges
Er ist der Sohn des gleichnamigen ehemaligen Eishockeyspielers und -trainers, der zuletzt in der Saison 2000/01 bis Dezember 2000 die Essen Moskitos in der Deutschen Eishockey Liga trainierte. 